# Iman Attia
Iman Attia (* 1963) ist eine deutsche Sozialpädagogin und Erziehungswissenschaftlerin. Sie ist Professorin für Critical Diversity Studies, Rassismus und Migration an der Alice Salomon Hochschule Berlin.

## Leben
Attia wuchs in Kuwait, Beirut und Kairo auf. Sie studierte Sozialpädagogik an der Leuphana Universität Lüneburg. Danach wurde sie mit einer Arbeit über Orientalismus und antimuslimischen Rassismus an der Universität Oldenburg zum Dr. phil. in Erziehungswissenschaften promoviert. Von 1994 bis 2000 war sie wissenschaftliche Mitarbeiterin in der Arbeitsstelle Interkulturelle Pädagogik im Fachbereich Erziehungswissenschaft der Technischen Universität Berlin. Danach arbeitete sie als wissenschaftliche Begleiterin an der Qualitätsentwicklung und Evaluation für Projekte des Anne Frank Zentrums, des Zentrums Demokratische Kultur, des Vereins Gegen Vergessen – Für Demokratie und der Interkulturellen Initiative.
Seit 2009 ist sie Professorin für Diversity Studies/Rassismus und Migration sowie Interkulturelle Soziale Arbeit an der Alice Salomon Hochschule Berlin. Sie ist u. a. Mitglied im Rat für Migration, in der Deutschen Gesellschaft für Soziologie und der Deutschen Gesellschaft für Erziehungswissenschaften. Attia ist zudem Vertrauensdozentin der Rosa-Luxemburg-Stiftung sowie im wissenschaftlichen Beirat des Jahrbuchs für Islamophobieforschung und des Avicenna-Studienwerks.

## Schriften (Auswahl)
- (Hrsg.): Multikulturelle Gesellschaft – monokulturelle Psychologie? Antisemitismus und Rassismus in der psychosozialen Arbeit (= Forum für Verhaltenstherapie und psychosoziale Praxis. Band 28). dgvt-Verlag, Tübinger 1995, ISBN 3-87159-128-9.
- (Hrsg. mit Helga Marburger): Alltag und Lebenswelten von Migrantenjugendlichen (= Interdisziplinäre Studien zum Verhältnis von Migrationen, Ethnizität und gesellschaftlicher Multikulturalität. Band 11). IKO – Verlag für Interkulturelle Kommunikation, Frankfurt am Main 2000, ISBN 3-88939-520-1.
- (Hrsg.): Orient- und IslamBilder. Interdisziplinäre Beiträge zu Orientalismus und antimuslimischem Rassismus. Unrast, Münster 2007, ISBN 978-3-89771-466-3.
- Die „westliche Kultur“ und ihr Anderes. Zur Dekonstruktion von Orientalismus und antimuslimischem Rassismus (= Kultur und soziale Praxis). Transcript, Bielefeld 2009, ISBN 978-3-8376-1081-9.
- mit Alexander Häusler, Yasemin Shooman: Antimuslimischer Rassismus am rechten Rand (= Unrast transparent, Rechter Rand. Band 14). Unrast, Münster 2014, ISBN 978-3-89771-128-0.

## Radiosendungen
- Rolf Cantzen: Die Inszenierung des Fremden. Antiziganismus in der sozialwissenschaftlichen Forschung. Mit Iman Attia, Klaus-Michael Bogdal, Elizabeta Jonuz und Wolfgang Wippermann. Deutschlandradio Kultur, 15. November 2012[3]